# Melanotaenium tuberculatae
Melanotaenium tuberculatae är en svampart som beskrevs av M.S. Patil 1992. Melanotaenium tuberculatae ingår i släktet Melanotaenium och familjen Melanotaeniaceae.   Inga underarter finns listade i Catalogue of Life.